# (35846) 1999 JO60
1999 JO60 (asteroide 35846) é um asteroide da cintura principal. Possui uma excentricidade de 0.14520530 e uma inclinação de 5.40734º.
Este asteroide foi descoberto no dia 10 de maio de 1999 por LINEAR em Socorro.